# Partygarrupius moiwaensis
Partygarrupius moiwaensis är en mångfotingart som först beskrevs av Masatoshi Takakuwa 1934.  Partygarrupius moiwaensis ingår i släktet Partygarrupius och familjen storhuvudjordkrypare. Inga underarter finns listade i Catalogue of Life.